# Mistrzostwa Świata w Short Tracku 2000
25. Mistrzostwa Świata w Short Tracku odbyły się w brytyjskim Sheffield, w dniach 10–12 marca 2000 roku.

## Klasyfikacja medalowa
| Lp. | Kraj             | Złoto | Srebro | Brąz | Razem |
| 1.  | Chiny            | 3     | 0      | 2    | 5     |
| 2.  | Korea Południowa | 1     | 3      | 0    | 4     |
| 3.  | Kanada           | 0     | 1      | 1    | 2     |
| 4.  | Japonia          | 0     | 1      | 0    | 1     |
| 5.  | Włochy           | 0     | 0      | 1    | 1     |

## Medaliści
| Konkurencja | Złoto                                                            | Srebro                                                                         | Brąz                                                                             |
| Mężczyźni   |                                                                  |                                                                                |                                                                                  |
| Wielobój    | Min Ryoung                                                       | Éric Bédard                                                                    | Li Jiajun                                                                        |
| Sztafeta    | Chiny · Li Jiajun · Feng Kai · An Yulong · Yuan Ye               | Japonia · Satoru Terao · Takafumi Nishitani · Takehiro Kodera · Yugo Shinohara | Włochy · Nicola Franceschina · Fabio Carta · Michele Antonioli · Nicola Rodigari |
| Kobiety     |                                                                  |                                                                                |                                                                                  |
| Wielobój    | Yang Yang (A)                                                    | An Sang-mi                                                                     | Yang Yang (S)                                                                    |
| Sztafeta    | Chiny · Wang Chunlu · Yang Yang (S) · Yang Yang (A) · Sun Dandan | Korea Południowa · An Sang-mi · Joo Min-jin · Choi Min-kyung · Park Hye-won    | Kanada · Alanna Kraus · Annie Perreault · Isabelle Charest · Tania Vicent        |